# 苅藻站
苅藻站（日语：／ Karumo eki */?）是位於日本兵庫縣神戶市長田區濱添通五丁目，屬於神戶市營地下鐵海岸線的鐵路車站。車站編號是K08。車站主題是「新下町、公園通」。本站是海岸線上唯一站名為兩個字的車站。

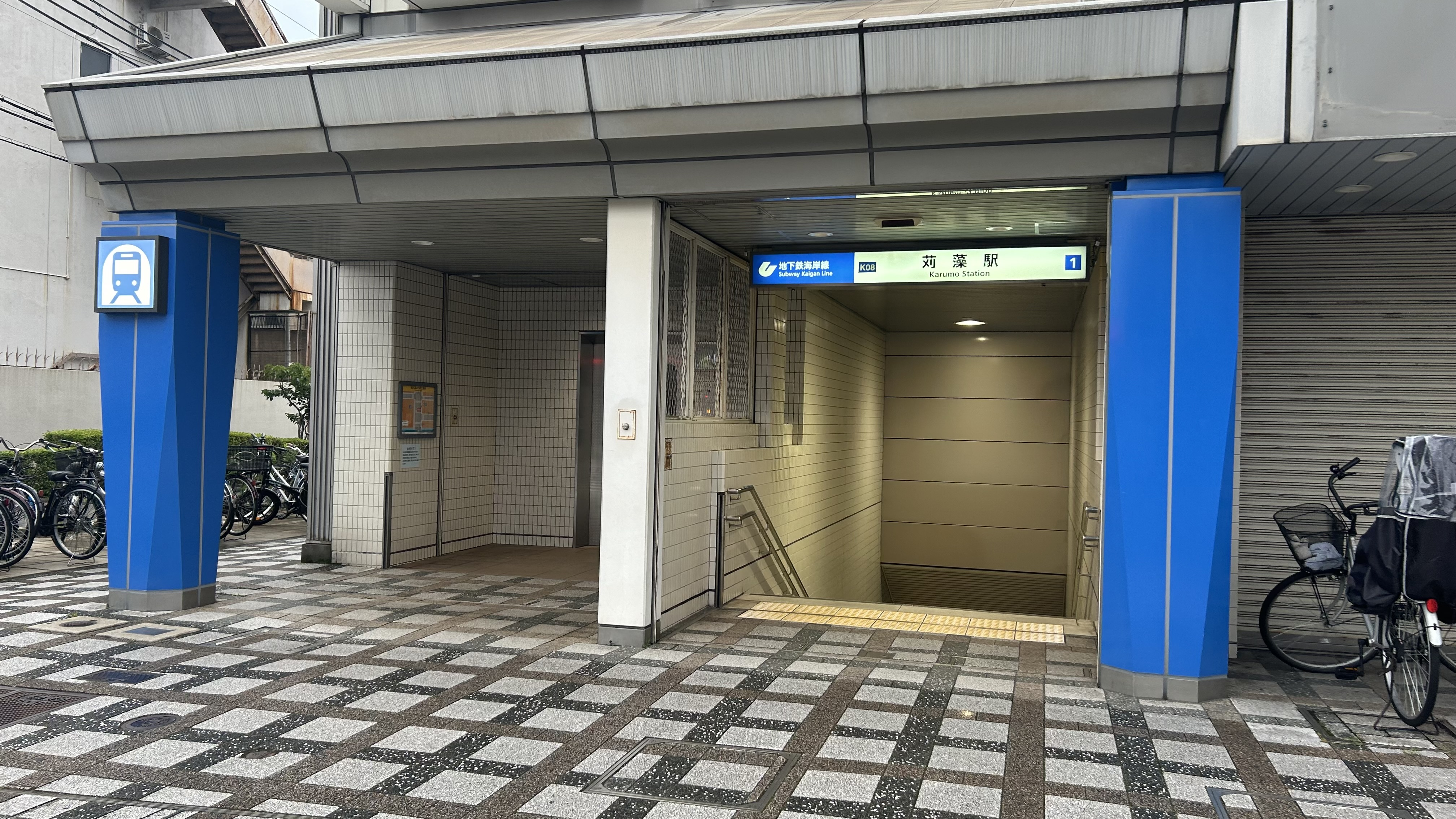
1號出入口(2024年7月)

## 歷史
- 2001年（平成13年）7月7日：神戶市營地下鐵海岸線的三宮·花時計前站－新長田站間開通的同時開業。

## 車站結構

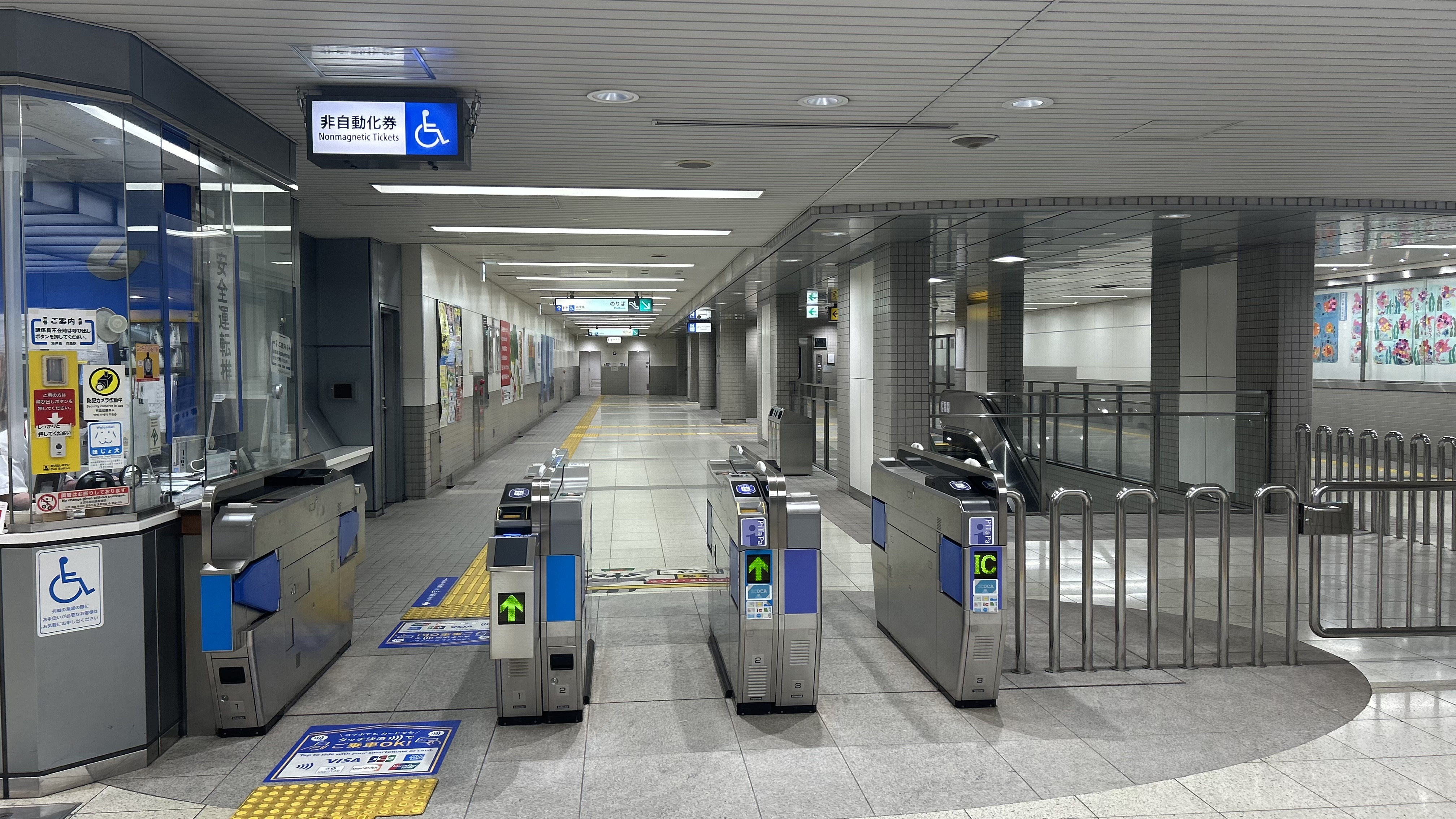
驗票口(2024年7月)

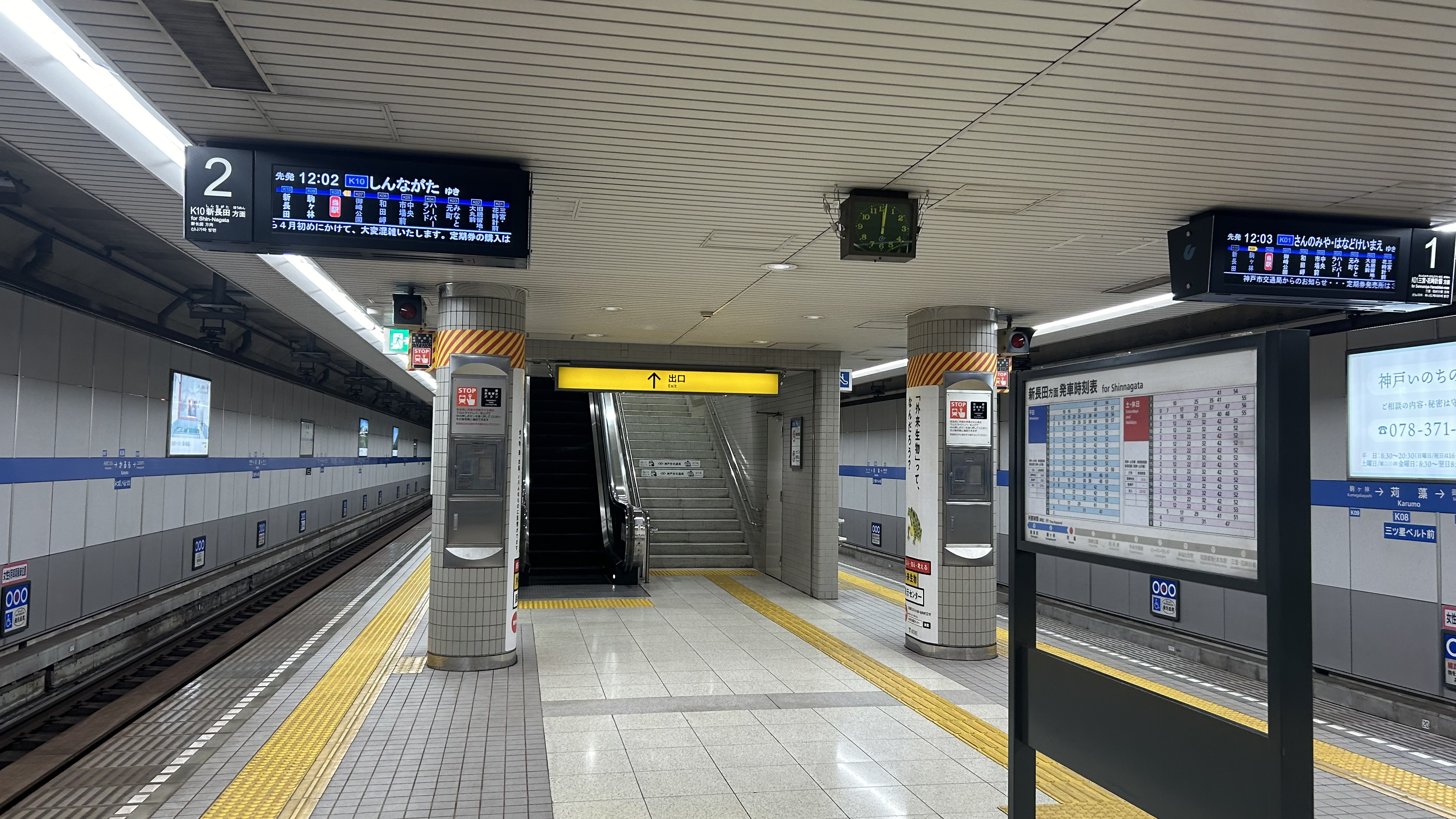
月台(2024年4月)

本站為島式月台1面2線的地底車站。閘口位於地下1樓，月台位於地下2樓。

### 月台配置
| 月台 | 路線   | 目的地            |
| ---- | ------ | ----------------- |
| 1    | 海岸線 | 三宮·花時計前方向 |
| 2    | 海岸線 | 新長田方向        |

## 使用情況
2016年度的1日平均上車人次為1,646人。海岸線車站僅多於駒林站、港元町站。
開業以後的1日平均上下、上車人次的推移如下表。
| 年度               | 1日平均 上下車人次 | 1日平均 上車人次 |
| ------------------ | ------------------ | ---------------- |
| 2001年（平成13年） |                    | 1,563            |
| 2002年（平成14年） |                    | 1,355            |
| 2003年（平成15年） |                    | 1,550            |
| 2004年（平成16年） |                    | 1,515            |
| 2005年（平成17年） | 3,272              | 1,504            |
| 2006年（平成18年） |                    | 1,549            |
| 2007年（平成19年） |                    | 1,497            |
| 2008年（平成20年） |                    | 1,618            |
| 2009年（平成21年） |                    | 1,620            |
| 2010年（平成22年） |                    | 1,589            |
| 2011年（平成23年） |                    | 1,551            |
| 2012年（平成24年） |                    | 1,565            |
| 2013年（平成25年） |                    | 1,536            |
| 2014年（平成26年） |                    | 1,591            |
| 2015年（平成27年） |                    | 1,619            |
| 2016年（平成28年） |                    | 1,646            |

## 相鄰車站
神戶市營地下鐵
海岸線
御崎公園（K07）－苅藻（K08）－駒林（K09）

## 外部連結
- 苅藻站 （页面存档备份，存于） - 神戶市交通局